# ساکسوفون باس
ساکسوفون باس (انگلیسی: Bass saxophone) یکی از بزرگترین سازهای خانوادهٔ ساکسوفون است که توسط آدولف ساکس اختراع شده‌است.

## ساختار
- ساکسوفون باس بزرگتر از باریتون است و نخستین بار هکتور برلیوز در یکی از آثار خود از آن استفاده کرد.
- این ساز کاربرد کمتری نسبت به دیگر سازهای این گروه دارد و معمولاً در موسیقی جز نیز از آن استفاده می‌شود.
- ساکسوفون باس از دستهٔ سازهای انتقالی محسوب می‌شود و در «سی بمل» است.
- نت نویسی آن با کلید سل نوشته می‌شود و صدای حاصله، دو «اکتاو» و یک «دوم بزرگ» بم تر است